# Reuzenmeervallen
De familie reuzenmeervallen (Pangasiidae) behoort tot de orde van de meervalachtigen (Siluriformes) en komt voor in zoet en brak water in zuidelijk Azië, van Pakistan tot Borneo. Onder de dertig leden van deze familie is de plantenetende bedreigde Pangasianodon gigas, een van de grootste zoetwatervissen.
Hoewel Pangasiidae als natuurlijke groep gekend zijn, wijzen verscheidene studies erop dat deze groep waarschijnlijk binnen Schilbeidae moet worden gesitueerd. De familiestatus kan mogelijkerwijs niet voortgezet worden in de toekomst.
Twee fossiele soorten zijn Cetopangasius chaetobranchus en Pangasius indicus. 
Nochtans wordt de gemelde leeftijd van Pangasius indicus in het Eoceen betwijfeld. Daarom is het vroegst betrouwbare familielid Cetopangasius chaetobranchus in het Mioceen.
De rugvin is ver vooruit gepositioneerd, dicht bij het hoofd, en is vaak hoog en driehoekig, waarop de gemeenschappelijke naam is geïnspireerd. De aarsvin is enigszins lang, met 26-46 stralen. Er zijn gewoonlijk twee paren baarddraden, kaakbaarddraden en één paar kinbarbelen. Niettemin heeft een Pangasianodon gigas slechts kaakbaarddraden. Het lichaam is samengeperst en er is een kleine vetvin aanwezig.

## Lijst van geslachten
- Helicophagus Bleeker, 1858
- Pangasianodon Pangasianodon Chevey, 1930
- Pangasius Cuvier & Valenciennes, 1840
- Pseudolais Vaillant, 1902

## Uitgestorven
- † Cetopangasius Roberts & Jumnongthai, 1999